# Villar (Creciente)
Villar (oficialmente San Xorxe de Vilar) es una parroquia española del municipio de Creciente, perteneciente a la provincia de Pontevedra, en la comunidad autónoma de Galicia.

## Toponimia
La parroquia puede aparecer referida como «Villar», «Vilar» y «Villar de Crecente».

## Historia
Hacia mediados del siglo XIX, la parroquia, ya por entonces perteneciente a Creciente, tenía contabilizada una población de 650 habitantes. Aparece descrita en el decimosexto y último volumen del Diccionario geográfico-estadístico-histórico de España y sus posesiones de Ultramar de Pascual Madoz con las siguientes palabras:

VILLAR DE CRECENTE (San Jorge): felig. en la prov. de Pontevedra (8 leg.), part. jud. de Cañiza (1), dióc. de Tuy (6),  ayunt. de Crecente (1/8). sit. al S. de una montaña; en las inmediaciones de un riach. afluente del Miño, reinan con mas frecuencia los aires del N. y S.; el clima es templado y algo propenso á fiebres intermitentes. Tiene 220 casas en los l. de Mandelos, Penagrande, Piedra Blanca, Sierra y Villar: hay escuela de primeras letras; frecuentada por unos 100 niños de ambos sexos, y una casa palacio del poseedor del vínculo de igual nombre. La igl. parr. (San Jorge), de la que es aneja la de San Bartolomé de Couto de Rozas, ayunt. de Cañiza, está servida por un cura de entrada y patronato del mencionado mayorazgo: hay tambien 3 ermitas que ninguna particularidad ofrecen. Confina N. el anejo; E. Crecente; S. Valeije, y O. Arrabal de Crecente. El terreno es de buena calidad; en sus montes de Lapide y Figueirido se crian robles, pinos, arbustos y pastos, habiendo algunos castañares, y buenos prados que se riegan con aguas estraidas por medio de presas del r. que baja de Oroso, tiene un puente, y mas abajo de Quintela desemboca en el Miño. Atraviesa por el centro de la felig. un camino, que por la barca de la Frieira sobre el Miño se dirige á la prov. de Orense: el correo se recibe de Rivadabia. prod.: con abundancia maiz, centeno, vino, castañas, patatas, legumbres y esquisitas frutas: hay ganado vacuno, mular y lanar: caza de perdices, conejos y pocas liebres, y alguna pesca de truchas. ind.: la agricultura, 14 molinos harineros; dos sierras de agua para corte de maderas, dos fáb. de teja y telares de lienzos de lino. pobl.: 130 vec., 650 almas. contr.: con su ayunt. (V.).
(Madoz, 1850, p. 237)

En 2023, tenía empadronados 199 habitantes.